# マリオカート ライブ ホームサーキット
『マリオカート ライブ ホームサーキット』（英: Mario Kart Live: Home Circuit）は、『スーパーマリオブラザーズ』の発売35周年を記念して、任天堂より2020年10月16日に発売されたNintendo Switch用ゲームソフト、および対応するラジコンカーセット。

## 概要
『マリオカート ライブ ホームサーキット』のセット（マリオセット及びルイージセット）には、カメラが内蔵されたカートが入っており、カートとNintendo Switchが連動し、購入者の部屋が複合現実でリアルとゲームが融合したマリオカートのサーキットになる。ゲームの世界で起きたことが現実のラジコンに反映して連動したり、逆に現実の世界で起きたことがゲーム側のマリオやルイージにも反映してリアクションする。
日本ゲーム大賞2021のゲームデザイナーズ大賞を受賞している。

## システム
本作ではマリオまたはルイージのカートが必要。屋内専用で、6帖以上の広さの部屋で遊ぶことを推奨している。また、絨毯などの布の上や、段差がある場所、通信が遮られるものがある場所では、遊ぶことができない。部屋にある机や椅子などの家具を配置すればコース作りの幅が広がる。
「ひとりであそぶ」では、モードとして、優勝めざして3レース行う「グランプリ」、1人で新記録を目指す「タイムアタック」、仕掛けとルールを決めてレースを行う「カスタムレース」があり、「みんなであそぶ」では、人数分のNintendo Switchとカートを持ち寄って2 - 4人で同時に遊べる「ローカル通信」、1台のカートを2 - 4人で交代しながら操作する「リレーレース」、1台のNintendo Switchに2台のカートを連携し、画面を左右に分割して2人同時に遊べる「画面をおすそわけ」がある。
マシンパーツはアイテムやコース中に落ちているコインを集めることで解放可能。本作はゲームを始める前に、セットに含まれる4つのゲートを部屋内に設置し、プレイヤーがカートを操作してゲートに書かれた数字の順にくぐることによってカートの軌跡が記録され、記録されたルートがそのままコースとして作られる。なお、本作では過去作と異なり、10個のグランプリにそれぞれ3個のオリジナルコースの全30コースが構成されている。

## キャラクター

### プレイヤーキャラクター
- マリオ - 「マリオセット」で使用可能。
- ルイージ - 「ルイージセット」で使用可能。

#### リレーレースのみ使用可
マリオもしくはルイージと共に、最大4人まで選択できる（重複不可）。性能差は無い。
- キノピオ
- ピーチ
- ヨッシー

### コンピューター専用キャラクター
対戦相手としてランダムで選択される。全員が色違いのクッパクラウンに乗っており、性能差は無い。
- クッパJr.
- ラリー
- モートン
- ウェンディ
- イギー
- ロイ
- レミー
- ルドウィッグ